# Rezistence (kniha)
Rezistence je sci-fi román americké spisovatelky Veroniky Rothové a druhý díl v trilogii Divergence. Kniha byla vydána v roce 2012 a navazuje na předchozí díl Divergence. Děj je zasazen do postapokalyptické verze města Chicaga, kde společnost funguje na základě pěti frakcí utužujících určité schopnosti a ctnosti. Mezi jednotlivými frakcemi narůstá nevraživost a válečný konflikt je téměř na spadnutí. Hlavní hrdinkou příběhu je opět dospívající šestnáctiletá dívku, Tris Priorová.
Román je kvůli podobnému tématu a stejné cílové skupině čtenářů srovnáván s knihami jako Hunger Games nebo Labyrint.

## Děj
Po útoku na frakci Odevzdaných vedeném vůdkyní Sečtělých Jeanine nastává v Chicagu zmatek. Někteří Neohrožení se přidali na stranu Sečtělých a stali se z nich zrádci.
Tris, Čtyřka (Tobias), Caleb, Marcus a Peter se vydávají na základnu Mírumilovných, aby unikli jisté smrti.
Tris jednou zaslechne Tobiasova otce Marcuse, jak někomu povídá o důležité a tajné informaci, kterou chce Jeanine získat a kvůli které zaútočila na Odevzdané. Při procházce v sadech Tris také uvidí, že se k základně Mírumilovných blíží auta Sečtělých. Spolu s ostatními se jim podaří útoku Sečtělých utéct a ve vlaku, do něhož naskočí, se střetnou s odpadlíky. Jejich velitelkou je Tobiasova údajně mrtvá matka Evelyn, která chce svrhnout Jeanine a systém pěti frakcí. Snaží se Tobiase přesvědčit, aby se k nim přidali i Neohrožení.
Poté, co se vydají od odpadlíků k Upřímným jsou okamžitě zatčeni a Tris s Tobiasem jsou vyslechnuti pod vlivem séra pravdy, aby se Upřímní ujistili zda opravdu nepomáhali Jeanine. Zde se Tris setkává s ostatními přáteli z Neohrožených. Čtyřka je zvolen jako jeden z nově vybraných vůdců a tak přesvědčí Neohrožené, aby se přidali na stranu odpadlíků a pomohli jim sesadit Jeanine. Jenže ještě dříve stihnou na Upřímné zaútočit Sečtělí, kteří všechny uspí sérem, proti kterému jsou imunní pouze divergentní. Neohroženým se podaří útok zahnat a vydávají se zpět do své základny. Při útoku bylo ovšem mnoho Neohrožených zasaženo drobným čipem, kterým je Jeanine může ovládat a řekne, že pokud se některý z divergentních nevydá jí na milost, každou noc někoho zabije. Tris se i přes slib, který dala Tobiasovi vydává na základnu Sečtělých a vzdá se.
Jeanine na ní testuje séra, kterým Tris úspěšně odolává, ale když už ji nepotřebuje chce ji dát popravit. V den své popravy Tris zjistí, že její bratr Caleb je na straně Sečtělých a tak neví komu ještě může věřit. Tobiasovi a Peterovi se podaří včas Tris zachránit a odvedou ji na území Odevzdaných, kde už chystají útok na Sečtělé odpadlíci a Neohrožení. Marcus však Tris přemluví, aby šla s ním zachránit důležitou informaci, kterou má Jeanine ve svém počítači. Tris tak zradí Tobiase. Když se dostanou k počítači, Neohrožení zaútočí a Jeanine zabijí. Tris je považována za zrádkyni. Onou informací je videonahrávka, která se začne promítat v místnosti plné odpadlíků, Neohrožených a jejich vězňů. Na videonahrávce je jistá Edith Piorová, zastupitelka organizace za oplocením, která sděluje že až bude dostatek divergentních mají vůdci dá příkaz k otevření brány.

## Filmové zpracování
Filmová adaptace režírovaná Robertem Schwentkem měla premiéru 19. března 2015. Natáčení proběhlo v Atlantě a Chicagu. Hlavní postavu, Tris, ztvárnila stejně jako v předchozím filmu s názvem Divergence Shailene Woodley a Čtyřku (Tobiase) si opět zahrál Theo James.